# 陆费逵
陆费逵（1886年9月17日—1941年7月9日），复姓陆费，名逵，字伯鸿，号少沧，幼名沧生，笔名有飞、冥飞、白等。原籍浙江桐乡，生于陕西汉中。中国近代教育家、出版家，中華書局創辦人。

## 生平
陆费逵生于清光绪十二年八月二十日，有一个弟弟陸費堭，字仲炘，生于光绪十三年。1908年開始，在同為浙人的舊交張元濟創辦的商務印書館中任國文部編輯。
1909年陆费逵建议整理汉字，主张简化，提倡白话文。1912年1月1日，與陳寅、戴克敦、沈頤等集資，於上海創立中華書局，與商務分庭抗禮，展開新制教科書大戰。於戰火烽煙中先後出版《中華大字典》、《辭海》等書。
1941年7月9日，陆费逵病逝于香港。

## 家族
四世祖陸費墀，曾任四庫總校官，因對書中“違礙”之處失察，被斥責免官，旋即憂憤死。父陸費芷滄為各地大員幕僚，母为李鸿章侄女，颇识诗书。
夫人杨敬勤：
- 长子陆费铭中（1921—1975年），未婚。[2][3]
- 长女陆费铭琪（1922—2023年），居住美国，有子女三人[2][4]；小女儿有孩子二人。[5]
- 女儿陆费铭琇（1925—年）嫁索林，一子赵大庆。[2][3][6][7]

堂哥陆费坦，在中华书局工作20余年。
- 堂侄女陆费如珍，在中华书局百年时写了一篇文章《我心目中的伯鸿叔》。[6]

表妻姨吴若安，解放后曾任上海市教育局局长、第一至六届全国人大代表。
- 养外甥吴彼得[10]

## 相關書籍
- 俞筱堯、劉彥捷編. . 中華書局. 2002. ISBN 9787101021752.